# Portland (Tennessee)
Portland ist eine Stadt in Tennessee, Vereinigte Staaten, und Teil des Sumner County. Das U.S. Census Bureau hat bei der Volkszählung 2020 eine Einwohnerzahl von 13.156 ermittelt. Sie befindet sich im Umland von Nashville und ist Teil von dessen Metropolregion.

## Geschichte
Portland wurde ursprünglich Richland genannt. Im Jahr 1859 eröffnete die L&N Railroad die Strecke Nashville-Bowling Green durch Portland. Im selben Jahr wurde in Richland entlang der Bahnlinie auf dem Grundstück von Thomas Buntin ein Zugdepot gebaut. Buntin wurde zum ersten Vertreter des Depots ernannt und wurde später Richlands erster Postmeister. Das Depot regte die Entwicklung des Dorfes an. Auch heute noch verläuft die Eisenbahnlinie direkt durch das Zentrum des Ortes.
Im Jahr 1887 gab es in Tennessee zwei Städte namens Richland. Beamte der L&N-Eisenbahn waren besorgt, dass eine Telegrafenverwechslung zu einem Zugunglück führen könnte. Postkunden beschwerten sich über Unannehmlichkeiten, da die Post häufig zwischen den beiden Richlands fehlgeleitet wurde. Um diese Verwechslung zu vermeiden, beschlossen die Verwalter der Eisenbahn und die Postbehörden, dass Richland im Sumner County in Portland umbenannt werden sollte. Der neue Name wurde am 10. April 1888 wirksam. Portland wurde im April 1904 durch ein von der Versammlung von Tennessee verabschiedetes Gesetz als eigenständige Gemeinde gegründet.

## Demografie
Nach einer Schätzung von 2019 leben in Gallatin 42.918 Menschen. Die Bevölkerung teilte sich im selben Jahr auf in 90,4 % Weiße, 2,2 % Afroamerikaner, 0,2 % amerikanische Ureinwohner, 0,4 % Asiaten, 0,1 % Ozeanier und 3,6 % mit zwei oder mehr Ethnizitäten. Hispanics oder Latinos aller Ethnien machten 8,3 % der Bevölkerung aus. Das mittlere Haushaltseinkommen lag bei 55.722 US-Dollar und die Armutsquote bei 13,3 %.